# Codonopsis minima
Codonopsis minima là loài thực vật có hoa trong họ Hoa chuông. Loài này được Nakai mô tả khoa học đầu tiên năm 1915.